# Ivan Rebroff
Ivan Rebroff (nascido como Hans-Rolf Rippert, Berlim, 31 de Julho de 1931 — Frankfurt am Main, 27 de Fevereiro de 2008), foi um cantor alemão, eleito pelos russos como um cantor de extraordinária voz. Atingia mais de quatro oitavas.
Rebroff era famoso por cantar músicas populares russas, mas também cantava ópera, música clássica e popular de vários outros países além da Rússia, destes, principalmente da Alemanha.
Rebroff se auto denominava como um artista internacional, como a melhor conexão entre ocidente e oriente. Ele morava na ilha de Escíatos, na Grécia. Fez mais de 6 000 shows em sua carreira, incluindo a turnê de ópera francesa que fez por dois anos consecutivos cantando todos os dias, sem interrupção. Nestas apresentações ele cantava clássicos como Fiddler on the Roof. Mesmo com seus setenta anos, Ivan era muito elogiado pelos críticos. Em uma de suas últimas turnês, Rebroff passou pela Austrália, e fez 12 shows em apenas 14 dias.[carece de fontes?]
Ivan Rebroff nunca se casou e tinha cidadania grega. Morreu em Frankfurt am Main depois de uma longa doença.

## Discografia "LP"

### Ano desconhecido
- Favourites from Mother Russia
- Ivan Rebroff

### 1968
- Folk Songs from Old Russia (Volksweisen aus dem alten Russland)
- Folk Songs from Old Russia Volume II (Volksweisen aus dem alten Russland 2)
- Original russische Liebeslieder
- Na Sdarowje (Ivan canta sobre Vodka e Vinho)
- Slawische Seele

### 1969
- Beim Klang der Balalaika, Au son des Balalaikas
- Abendglocken (Compilação)
- Russische Weihnacht mit Ivan Rebroff
- A Russian Christmas (Versão Inglesa de Russische Weihnacht?)
- Un Violon sur le toit
- Russische Party (álbum ao vivo)
- Festliche Weihnacht
- A Festive Christmas

### 1970
- Somewhere My Love
- Kosaken müssen reiten
- Ivan Rebroff

### 1971
- The Best of Ivan Rebroff
- Ivan Rebroff Sing vir Ons
- Vir Jou Suide-Afrika
- Ivan Rebroff (Ópera)
- Kalinka (Soundtrack from L'Homme qui vient de la Nuit)
- Mein Russland, Du bist schön
- Starportrait (Compilação)
- Zwischen Donau und Don (com Dunja Rajter)

### 1972
- Erinnerungen an Russland
- The Best of Ivan Rebroff Volume II

### 1973
- Lieder der Welt
- Mein Altes Russland
- 25 Greatest Russian Melodies
- 20 Greatest Hits

### 1974
- Russische Party 2

### 1975
- Ivan Rebroff at Carnegie Hall
- Reich Mir Die Hand
- Russische Lieder Von Liebe und Tod

### 1977
- Midnight in Moscow
- Komm mit nach Hellas

### 1978
- Mitternacht in Moskau

### 1979
- Ave Maria
- Die Ivan Rebroff Versameling

### 1980
- Zauber einer großen Stimme — 20 unvergängliche Welterfolge
- Zauber einer großen Stimme — Seine größten Welterfolge
- Die schönsten Lieder dieser Welt (Ivan Rebroff singt 20 unvergängliche Melodien)
- Katharina und Potemkin

## Discografia "CD"

### 2002
- Meine Reise um die Welt
- The Great Ivan Rebroff

### 2003
- Seine Größten Welterfolge
- Best of Ivan Rebroff
- Golden Stars

## Álbuns compilados
- Festliche Weihnachten
- The Art of Ivan Rebroff
- The Best of Russian Folk Songs Vol. 1
- The Best of Russian Folk Songs Vol. 2
- Erinnerungen an das letzte Jahrhundert (Memórias do último século)
- Der Zarewitsch
- Die Fledermaus
- Weihnachten mit Ivan Rebroff
- Die schönste Stimme Rußlands
- Kosakenträume